# Александер Голле
Александер Голле (нім. Alexander Holle; 27 лютого 1898, Білефельд — 16 липня 1978, Мюнхен) — німецький воєначальник, генерал-лейтенант люфтваффе. Кавалер Лицарського хреста Залізного хреста.

## Біографі
Під час Першої світової війни 16 листопада 1915 року вступив добровольцем в 13-й піхотний полк, де потім командував взводом, ротою. Після демобілізації армії залишений в рейхсвері, служив в піхоті. З 1 квітня 1928 по 31 жовтня 1929 року офіційно значився у відставці і проходив підготовку в секретних льотних школах за кордоном. Потім пройшов також секретні курси офіцерів Генштабу. 1 квітня 1934 року переведений в люфтваффе і призначений начальником оперативного відділу штабу 1-ї авіадивізії. З 1 квітня 1935 року — радник інспекції бомбардувальної авіації, з 1 липня 1935 року — командир 1-ї групи штурмової ескадри «Іммельманн» і комендант авіабази в Бреслау. Одночасно з 1 листопада 1936 по 22 січня 1937 року був начальником штабу легіону «Кондор». Учасник Громадянської війни в Іспанії. З 1 квітня 1938 року — начальник штабу Командування ВПС «Східна Пруссія».

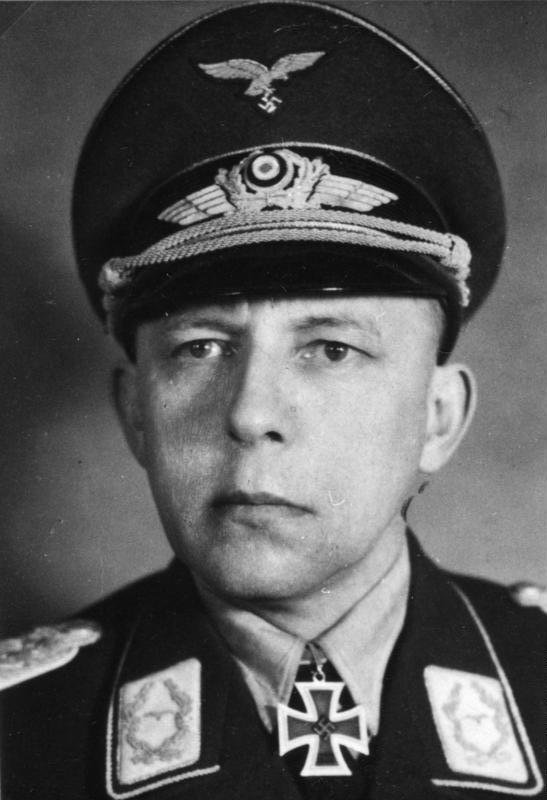
Генерал-майор Голле (1943).

З 1 лютого 1939 року — начальник штабу 4-го авіаційного корпусу. З 15 жовтня 1940 року — командир 26-ї бомбардувальної ескадри; одночасно в березні-грудня 1941 року — авіаційний командир на Півночі, а з грудня 1941 року — авіаційний командир «Північ (Захід)». Одночасно з 1 січня по 22 травня 1943  року командував 10-м авіаційним корпусом, а з 1 березня по 7 червня 1943 року був авіаційним командиром «Північ (Схід)». 7 червня 1943 року переведений в штаб Командування ВПС «Південний Схід». З 15 червня 1943 року — командир авіаційного штабу «Греція». З 25 серпня 1944 року — командувач 4-м повітряним флотом, який вів військові дії на південній ділянці радянсько-німецького фронту. 22 вересня 1944 року здав флот Отто Десслоху і зайняв його місце на чолі 3-го повітряного флоту на Заході. 28 вересня 1944 року цей флот був переформований в авіаційне командування «Захід» на чолі з Голле. З 15 грудня 1944 року — командувач люфтваффе в Данії (штаб 4-го авіаційного корпусу). 8 травня 1945 року взятий в полон союзниками. 8 лютого 1948 року звільнений.

## Звання
- Фанен-юнкер (16 листопада 1915)
- Фенріх (18 липня 1916)
- Лейтенант (27 січня 1917)
- Оберлейтенант (1 квітня 1925)
- Гауптман (1 лютого 1933)
- Майор (1 липня 1935)
- Оберстлейтенант (1 жовтня 1937)
- Оберст (1 лютого 1940)
- Генерал-майор (1 лютого 1943)
- Генерал-лейтенант (1 січня 1944)

## Нагороди
- Залізний хрест 2-го і 1-го класу
- Почесний хрест ветерана війни з мечами
- Комбінований Знак Пілот-Спостерігач
- Медаль «За вислугу років у Вермахті» 4-го, 3-го і 2-го класу (18 років)
- Застібка до Залізного хреста 2-го і 1-го класу
- Німецький хрест в золоті (11 або 26 травня 1942)
- Орден Хреста Свободи 1-го класу з мечами (Фінляндія; 23 серпня 1942)
- Лицарський хрест Залізного хреста (23 грудня 1942)